# Pígara (Guitiriz)
Pígara (llamada oficialmente San Pedro de Pígara es una parroquia española del municipio de Guitiriz, en la provincia de Lugo, Galicia.

## Organización territorial
La parroquia está formada por veintinueve entidades de población, constando veintiséis de ellas en el nomenclátor del Instituto Nacional de Estadística español:

### Entidades de población
Entidades de población que forman parte de la parroquia:
- Areosa (A Areosa)
- Caibanca (A Caivanca)
- Carretera (A Estrada)
- Casamuniño
- Casanovas (As Casas Novas)
- Castiñeira (A Castiñeira)
- Cepeira (A Cepeira)
- Codesal (O Codesal)
- Contariz
- Cruz dos Campos (A Cruz dos Campos)
- Embande
- Ferreira
- Fontefría
- Iglesia (A Igrexa)
- Lamela (A Lamela)
- Loureiros
- Muros
- Pallotas (As Pallotas)
- Pazo (O Pazo)
- Penas (As Penas)
- Porta Galanos (A Porta dos Galanos)
- Purucelo (Porcelo)
- Rego do Sapo (O Rego do Sapo)
- Reigosa (A Reigosa)
- San Cristobo (San Cristovo)
- Santa Mariña
- Soaxe
- Vimieiro

### Despoblado
Despoblado que forma parte de la parroquia:
- Tolda (A Tolda)

## Demografía
| Gráfica de evolución demográfica de Pígara entre 2000 y 2023 |
|                                                              |
| Datos según el nomenclátor publicado por el INE.             |